# Tod’s
Tod’s — итальянский производитель обуви и других изделий из кожи, а также одежды. Во главе компании стоит бизнесмен Диего Делла Валле, его брат Андреа занимает пост вице-председателя.

## История
Основатель компании Филиппо Делла Валле открыл обувную мастерскую в небольшом подвале в конце 1920-х годов. В 1970 году Диего Делла Валле, старший сын Дорино Делла Валле и внук основателя, преобразовал семейный бизнес в производственную компанию Calzaturifcio Della Valle D. S.p.A., которая начала изготавливать обувь для американских универмагов. Диего Делла Валле привнёс в компанию инновационную маркетинговую стратегию, в частности рассылал свою обувь бесплатно знаменитостям. В 1978 году была разработана модель мокасин Gommino, принесшая компании большую известность; она была ориентирована на автомобилистов, имела тонкую кожанную подошву с резиновыми выступами. В 1983 году был создан бренд Tod’s, а в 1984 году компания была переименована в J. P. Tod’s (в 1997 году инициалы из названия были убраны). В 1985 году была куплена лицензия на бренд Hogan, а в 1989 году — на бренд Fay (в 2000 году оба были куплены полностью). В 1998 году была открыта основная фабрика компании в Сант-Эльпидио-а-Маре. Первый собственный магазин в США открылся в 1987 году, во Франции — в 1993 году, в Великобритании и Гонконге — в 2000 году, в материковом Китае — в 2008 году.
Семья Делла Валле, кроме владения модными домами, также имеет долю в издательской компании RCS MediaGroup (англ.), футбольной команде «Фиорентина» (с 2002 года) и других. Все члены семьи родились в итальянской области Марке, многие из них продолжают там жить.
В ноябре 2015 года за 415 млн евро была поглощена обувная компания Roger Vivier (англ.).
С 2000 года акции компании котировались на Итальянской фондовой бирже, но в мае 2024 года были выкуплены холдингом LVMH и другими частными инвесторами; контрольный пакет акций остался у семьи Делла Валле.

## Деятельность
Розничная сеть компании по состоянию на 2023 год насчитывала 166 магазинов в Китае (включая Гонконг, Макао и Тайвань), 123 в Европе (из них 47 в Италии), 24 в Америке и 131 в других регионах (в том числе 47 в Южной Корее и 41 в Японии). Собственными были 345 магазинов, а 99 — франчайзинговыми. Кроме этого, компания реализует свою продукцию через интернет-магазин и сторонние мультибрендовые торговые точки. Продукция изготавливается на собственных фабриках в Италии.
Выручка за 2023 год составила 1,13 млрд евро, из них 32 % пришлось на Китай, 23 % — на Италию, 21 % — на остальную Европу, 8 % — на Америку, 16 % — на другие регионы. На обувь приходится три четверти продаж, на бренд Tod’s — половина продаж, на Roger Vivier — 25 %, на Hogan — 19 %, на Fay — 5 %.